# Bărcănești (Ialomița)
Bărcănești is een Roemeense gemeente in het district Ialomița.
Bărcănești telt 3765 inwoners.